# Giga strutture
Giga strutture (Building Giants) è un documentario britannico del 2018, che ha debuttato il 4 gennaio 2018 su Science Channel negli Stati Uniti e il 16 aprile 2018 nel Regno Unito su Channel 4. Mostra il design e la costruzione di grandi strutture, inclusi stadi, tunnel, ponti navi e altre costruzioni di mega ingegneria.

## Episodi
| Stagione | Episodi | Prima TV originale |
| -------- | ------- | ------------------ |
| 1        | 7       | 2018               |
| 2        | 11      | 2019-2020          |
| 3        | 5       | 2019               |
| 4        | 9       | 2020               |

### Stagione 1 (2018)
| n° | Titolo originiale           | Titolo italiano                                               | Prima TV originale | Progetto                               |
| -- | --------------------------- | ------------------------------------------------------------- | ------------------ | -------------------------------------- |
| 1  | Super Stadium               | Il super stadio di Atlanta: quando si gioca con la tecnologia | 4 gennaio 2018     | Mercedes-Benz Stadium                  |
| 2  | Monster Cruise Ship         | Alla scoperta di un nuovo gigante                             | 11 gennaio 2018    | MSC Meraviglia                         |
| 3  | Super Skyscraper NYC        | Super grattacieli                                             | 18 gennaio 2018    | 53W53                                  |
| 4  | Arctic Mega Bridge          | Il ponte sospeso sull'artico                                  | 25 gennaio 2018    | Ponte di Halogaland                    |
| 5  | World's Strongest Wall      | Il Mose                                                       | 1 febbraio 2018    | MOSE                                   |
| 6  | Monster Tunnel              |                                                               | 8 febbraio 2018    | Linea collegante Copenhagen e Ringsted |
| 7  | World's Tallest Church      | Il Cityringen                                                 | 15 febbraio 2018   | Sagrada Familia                        |
| 8  | World's Toughest Skyscraper |                                                               | 22 febbraio 2018   | Torre CITIC                            |

### Stagione 2 (2019-2020)
| n° | Titolo originale                    | Titolo italiano                       | Prima TV originale | Progetto                      |
| -- | ----------------------------------- | ------------------------------------- | ------------------ | ----------------------------- |
| 1  | Artic Ice Hotel                     | L'icehotel                            | 7 agosto 2019      | Icehotel                      |
| 2  | World's Fastest Dive Roller Coaster | Le montagne russe più veloci al mondo | 14 agosto 2019     | Yukon Striker                 |
| 3  | Record Breaking Mega Bridge         |                                       | 21 agosto 2019     |                               |
| 4  | Vegas High Roller                   |                                       | 28 agosto 2019     | High Roller                   |
| 5  | World's Greatest Train              |                                       | 4 settembre 2019   | Treno Italo                   |
| 6  | Mega Mountain Tunnel                | Giga-tunnel di montagna               | 11 settembre 2019  | Galleria di base del Brennero |
| 7  | World's Toughest Plane              |                                       | 18 settembre 2019  | Antonov-124                   |
| 8  | Cruise Ship of the Future           |                                       | 18 settembre 2019  |                               |
| 9  | New York Super Tower                | La Central Park tower                 | 25 settembre 2019  | Central Park Tower            |
| 10 | L.A. Mega Rail                      |                                       | 13 maggio 2020     | Los Angeles Mega Stadium      |

### Stagione 3 (2019)
| n° | Titolo originale           | Titolo italiano                     | Prima TV originale | Progetto                       |
| -- | -------------------------- | ----------------------------------- | ------------------ | ------------------------------ |
| 1  | Triple Tower Skyscraper    | Grattacielo a tre torri             | 9 novembre 2019    | St. Regis Chicago              |
| 2  | Rise of the Monster Bridge | Un ponte da record                  | 16 novembre 2019   | Rose Fitzgerald Kennedy Bridge |
| 3  | Record Breaking Skyscraper | Un grattacielo da record            | 23 novembre 2019   | KL118                          |
| 4  | World's Biggest Cargo Ship | La nave cargo più grande del mondo  | 30 novembre 2019   | MSC Gulsun                     |
| 5  | Floating Mega Hotel        | Mega hotel: sfida contro la gravità | 7 dicembre 2019    | nhow Amsterdam RAI             |

### Stagione 4 (2020)
| n° | Titolo originale             | Titolo italiano                            | Prima TV originale | Progetto                                 |
| -- | ---------------------------- | ------------------------------------------ | ------------------ | ---------------------------------------- |
| 1  | City of Ice                  | Una mega città di ghiaccio                 | 6 maggio 2020      |                                          |
| 2  | Earthquake Proof Mega Metro  | Una mega metro a prova di terremoto        | 13 maggio 2020     |                                          |
| 3  | Underground Mega Highway     | La superstrada sotterranea                 | 20 maggio 2020     | Forbifart Stockholm                      |
| 4  | Mega Ice Ship                | Rompighiaccio da record                    | 27 maggio 2020     | REV Ocean                                |
| 5  | Earthquake Proof Mega Bridge | Il viadotto antisismico della sesta strada | 3 giugno 2020      | Viadotto della sesta strada, Los Angeles |
| 6  | High-Speed Train             | Treno ad alta velocità                     | 17 giugno 2020     | Velaro Turkey                            |
| 7  | Monster Roller Coaster       |                                            | 24 giugno 2020     |                                          |
| 8  | Cruise Ship of the Future    |                                            | 1 luglio 2020      |                                          |
| 9  | NFL Super Stadiums           | Uno stadio da record                       | 9 settembre 2020   |                                          |

La seconda stagione fu' annunciata il 5 agosto 2019 e ha debuttato il 7 agosto 2019. Poi il 4 maggio 2020 fu' annunciata la terza stagione, che ha debuttato il 6 maggio 2020.

## Trasmissione
Il documentario ha debuttato negli Stati Uniti su Science Channel il 4 gennaio 2018. Poi, ha debuttato il 16 aprile 2018 nel Regno Unito su Channel 4. In Italia, va in onda su Focus, ma anche su DMAX.

## Accoglienza
Discovery Communications ha riferito che la serie ha aumentato gli ascolti al 32% rispetto a gennaio 2017.